# Melodinus insulae-pinorum
Melodinus insulae-pinorum är en oleanderväxtart som beskrevs av P. Boiteau. Melodinus insulae-pinorum ingår i släktet Melodinus och familjen oleanderväxter. Utöver nominatformen finns också underarten M. i. baabaensis.